# 영광군의회
영광군의회는 전라남도 영광군 지역을 관할하는 기초의회이다.